# Киборг
Ки́борг (сокращение от кибернетический организм) — биологический организм, содержащий небиологические машинные (в частности электронные) компоненты. Частный случай — машинно-человеческий гибрид (в научной фантастике, гипотетике и т. п.). Также некоторые фантастические биокорабли де-факто являются кораблями-киборгами.

## История
Концепция человека-машины присутствовала как образ в мифологии и творчестве во все времена, начиная с искусственного гиганта Талоса из греческих мифов и заканчивая Железным Гансом из одноименной сказки братьев Гримм. В англоязычной литературе основоположником научного представления человека с механическими компонентами считается Эдгар Аллан По — в своём рассказе «Человек, которого изрубили в куски» (1843) он описал пожилого офицера, получившего тяжелейшие ранения и увечья во время войны с индейцами и практически целиком (кроме туловища, одной руки и головы) состоящего из протезов. В некотором смысле киборгом можно назвать градоначальника Брудастого из «Истории одного города» Салтыкова-Щедрина, у вымышленного чиновника вместо головы обнаруживается орга́н. Во французской литературе популярностью пользовалась серия романов Жана де Ла-Ира о Никталопе, часто также рассматриваемого как первого литературного супергероя. Сам термин «киборг» был введён Манфредом Клайнсом и Натаном Кляйном в 1960 году в связи с их концепцией расширения возможностей человека для выживания вне Земли. Эта концепция являлась результатом размышлений на тему необходимости более близких, интимных отношений между человеком и машиной, по мере того как космические исследования становятся реальностью. Разработчик медицинского оборудования и устройств электронной обработки информации, Кляйн являлся ведущим учёным лаборатории Динамического Моделирования в госпитале Роклэнд в Нью-Йорке.
- 1987 год — фильм о киборге-полицейском «Робокоп».
- 1996 год — в сборнике рассказов «Рибофанк» Пола Ди Филиппо проводится идея, что альтернативу киборгам в будущем могут составить трансгены — генетически модифицированные люди.
- у Брюса Стерлинга в качестве альтернативных киборгов фигурируют омары, а между киборгами («механистами») и трансгенами («шейперами») идут войны.

## Теория
Возрастание зависимости человека от механизмов, а также замена органов механическими приспособлениями (протезами, имплантатами) создаёт условия для постепенной киборгизации человека —  превращения человека в киборга. В технике человек проецирует себя, поэтому совместная эволюция человека и техники в киборга — процесс многим кажущийся объективным...
В феминистских концепциях Донны Харауэй киборг стал начальной метафорой исследования путей избавления от природных/культурных противостояний. Она демонстрирует, как желание разделить противостоящие аспекты существования становится всё более трудновыполнимым, и пытается использовать пограничное смешение понятий для разработки новых способов политического действия. Эта концепция известна как «Теория Киборга».
Джеймс Литтен придумал термин «киборгизация» для описания процесса превращения в киборга.
Фантастический роман Мартина Кэйдина «Киборг» описывает историю человека, повреждённые органы которого заменяются машинными аналогами. Роман был экранизирован как телевизионный сериал «Шестимиллионный человек» в 1973 году.
Рассказ Айзека Азимова «Двухсотлетний человек» исследует концепции кибернетики. Центральный персонаж — робот, который модифицирует себя с помощью биологических компонентов. Его исследования ведут к прорыву в медицине в области искусственных органов и протезов. К концу истории не остаётся значительных различий между телом робота и человека (кроме основного компонента — мозга).
Однако всё же существует мнение, что полная «киборгизация» человека невозможна. В частности, Л. Е. Гринин убеждён, что поскольку функционирование мозга во многом связано с работой органов чувств и контролем биологического тела, то соответственно, его полноценная работа имеет исключительно биологическую основу, и эта связь всегда будет и должна преобладать.

## Практика
- Повсеместно применяются кохлеарные имплантаты, позволяющие восстановить слух пациентам с выраженной или тяжёлой потерей слуха сенсоневральной этиологии. Проводятся эксперименты с применением стволовых слуховых имплантатов, позволяющих восстановить слух некоторым пациентам с глухотой невральной этиологии.
- Специалисты из Института реабилитации инвалидов в Чикаго (США) успешно имплантировали бионическую руку женщине по имени Клодия Митчел, потерявшей свою руку в дорожной аварии. До этого подобные манипуляторы были успешно имплантированы пяти мужчинам[2].
- Сегодня система C-LEG используется для замены ампутированных человеческих ног. Значительный эффект оказывает использование сенсоров в искусственных ногах. Это один из первых шагов к киборгизации.
- В 2008 году немецкие учёные-офтальмологи впервые имплантировали человеку глазной электронный протез, полностью помещающийся внутри глаза, добившись частичного восстановления зрения[3]. Ранее все экспериментальные имплантаты, частично восстанавливающие зрительную функцию человека, имели массивные внешние элементы.
- В 2009 году агентство по перспективным оборонным научно-исследовательским разработкам США продемонстрировало радиоуправляемых жуков, в нервные узлы которых были вживлены электроды. Средняя продолжительность управляемого полёта составляла 45 секунд, но один из экземпляров управлялся около 30 минут[4].
- Весной 2011 года хирурги провели уникальную операцию: искусственное сердце нового типа полностью заменило собой настоящее, но пациент Крейг Льюис не прожил долго, он умер через месяц от амилоидоза[5].
- В 2013 году биохакер Тим Кэннон (Tim Cannon) с помощью своего друга ввёл чип непосредственно под кожу (без анестезии). Чип под названием Circadia 1.0 может записывать данные из тела Кэннона и передавать их на любое мобильное устройстве с ОС Android.[6]
- В 2023 году Мозговой имплант Synchron Switch, позволяющий набирать текст усилием мысли, вживили уже 7 людям. Сотрудники стартапа Synchron продолжают работу над технологией, которая позволит изменить жизнь парализованных пациентов. С помощью импланта Synchron Switch, который подводится к коре головного мозга человека через кровеносную систему, парализованный пациент сможет усилием мысли управлять курсором компьютера. В декабре прошлого года в Synchron инвестировали $75 млн. В списке инвесторов стартапа фирмы Microsoft и Amazon.[7]

## Варианты киборгов в художественных произведениях

### Омар
Ома́р (англ. Lobster) — введённый Брюсом Стерлингом термин, обозначающий киборга, созданного путём интеграции человека с автономным скафандром, который невозможно снять. Если классический киборг может внешне походить на человека, а внутри им не быть, то омар, наоборот, может быть человеком изнутри при внешних отличиях. Примером такого киборга может служить Дарт Вейдер.
Брюс Стерлинг в рассказе «Царица Цикад» (Cicada Queen) пишет:

Они никогда не ели. Они никогда не пили. Каждые пять лет они, словно змеи, «меняли кожу», подвергая свою оболочку очистке от гнусно воняющей накипи разнообразных бактерий, в великом множестве разводившихся в ровном влажном тепле под этой оболочкой. Они не знали страха. Они были самодовольными анархистами. Самым большим удовольствием для них было сидеть, приклеившись к каркасу корабля, устремив свои многократно усиленные и обострённые чувства в глубины космоса, наблюдая звезды в ультрафиолетовом или инфракрасном диапазонах или следя за тем, как ползут по поверхности Солнца солнечные пятна. Они могли подолгу просто ничего не делать, часами впитывая сквозь свою оболочку солнечную энергию, прислушиваясь к музыкальному тиканью пульсаров или к звенящим песням радиационных поясов. В них не было ничего злого, но не было и ничего человеческого. Далёкие и ледяные, словно кометы, они казались порождением самого вакуума. Мне казалось, что в Них можно предугадать первые признаки пятого пригожинского скачка, за которым лежит пятый уровень сложности, отстоящий от человеческого интеллекта ещё дальше, чем интеллект отстоит от амёб, размножающихся простым делением, дальше, чем жизнь отстоит от косной материи.

- В компьютерной игре Deus Ex: Invisible War Омарами называется большая группа киборгов, модификации которых были созданы русскими учёными, объединившими свои нервные системы в единое сознание. В игре они представлены как активная фракция.

### Другие типы киборгов
- Киберлюди (англ. Cyberman) — раса людей-киборгов из вселенной «Доктор Кто», полностью удалившие все биологические части, кроме мозга, и лишённые эмоций.
- Далеки — раса мутантов из вселенной «Доктор Кто», способные жить только в роботизированной оболочке. Многие внутренние органы также заменены механикой.
- Кимеки (кимех, саймех, англ. Cymech) — во вселенной «Дюны» люди-киборги, фигурируют в «Батлерианский джихад» (приквеле к роману «Дюна»).
- Строгги — человекоподобная раса во вселенной Quake. Будучи поголовно киборгизированными и оттого бесплодными, они вынуждены крайне эффективно распоряжаться имеющимися у них органическими ресурсами и восполнять нехватку оных с помощью завоёванных цивилизаций. В Quake 4 показан один из процессов строггификации — изготовления строггов того или иного типа из пленных вражеских солдат (подобной участи, вероятно, не избежал и главный герой Quake II после убийства одного из предводителей строггов под позывным Макрон).
- Борг — цивилизация киборгов во вселенной «Звездного пути».
- Биомеханоиды — в отличие от классических киборгов, способны к размножению и росту естественным путём. Встречаются почти во всех играх серии Serious Sam, а также в творчестве художника Гигера.
- Синтеты — полуорганические-полумеханические существа из игры Half-Life 2, созданные Альянсом.
- Текунин — клан киборгов в серии игр Mortal Kombat[9].
- Во вселенной Wolfenstein существуют Прото- и Убер-солдаты — искусственно выращенные, закованные в механическую броню и тяжело вооружённые люди.
- Во вселенной Fallout присутствует несколько видов киборгов (например, Пёс Рекс из Fallout: New Vegas[10] и синты — полумеханические солдаты).
- Во вселенной Warhammer 40k техножречество Марса «Адептус Механикус» целиком представлено людьми-киборгами.
- Во вселенной StarCraft — Драгуны, Бессмертные и Аннигиляторы у протоссов.
- Во вселенной «Звёздных Войн» присутствует огромное количество разнообразных киборгов (например: Дарт Вейдер, Генерал Гривус).